# Speeding Cars
Speeding Cars is een nummer van de Ierse rockband Walking on Cars uit 2016. Het is de eerste single van hun studioalbum Everything This Way.
Het nummer haalde in Ierland, het thuisland van Walking on Cars, de 11e positie. In de Nederlandse Top 40 haalde het de 23e positie, en in de Vlaamse Ultratop 50 haalde het nummer 20.